# 辰塔维·塔纳西维
辰塔维·塔纳西维（1983年9月18日—）出生于泰国曼谷，毕业于朱拉隆功大学，是泰国著名的演员和模特。

## 简介
塔纳西维在泰国朱拉隆功大学的电视电影艺术系毕业。

## 个人生活
女朋友：黛薇卡·霍内

## 电影
| 年份   | 中文名称     | 角色             | 备注     |
| ------ | ------------ | ---------------- | -------- |
| 2008年 | 鬼片         | 谢恩             |          |
| 2008年 | 爱我一下夏   | 恒               |          |
| 2010年 | 你好，陌生人 | 艾克             |          |
| 2012年 | 愛情大凸槌   | 舒拉             |          |
| 2016年 | 相爱一天     |                  |          |
| 2022年 | 英俊的骗子   | 萨姆森（Samson） | 特别出演 |

### 电视剧
- 《救救我鬼先生》
- 《高潮医生》[2][3][4][5]

## 外部連結
- 辰塔维·塔纳西维在豆瓣上的资料（简体中文）
- 辰塔维·塔纳西维在互联网电影资料库（IMDb）上的資料（英文）